# Марта Коннорс
Марта Коннорс (англ. Martha Connors) — героиня американских комиксов, издаваемых Marvel Comics. Наиболее известна как одна из второстепенных персонажей из жизни Человека-паука и жена доктора Курта Коннорса, также известного как Ящер. Большая часть историй с её участием повествует о постоянных страданиях Марты во время трансформаций её мужа, которые она переносит с достоинством.

## История публикаций
Марта Коннорс была создана сценаристом Стэном Ли и художником Стивом Дитко и впервые появилась в комиксе The Amazing Spider-Man #6 (Ноябрь, 1963).

## Биография вымышленного персонажа
Незадолго до своего первого появления Марта познакомилась и вышла замуж за хирурга и биолога Курта Коннорса. У них родился сын по имени Билли , и их жизнь казалась идеальной. Тем не менее Курт был инвалидом, потерявшим правое предплечье, из-за чего, будучи учёным, начал искать способ отрастить утраченную конечность. Несмотря на то, что Марта предупреждала его об опасности экспериментов над собой, опасаясь за свою безопасность, Курт создал формулу ящера и ввёл её себе, превратившись в буйного монстра-ящерицу. Позже Марта познакомилась с Человеком-пауком, который уже сталкивался с Ящером, и рассказала ему, что произошло на самом деле, побудив Стенолаза выследить и вылечить Курта, пусть и на время. 
В какой-то момент Марта и Билли были похищены филиалом Маджии во главе с Сильвермейном, который хотел, чтобы Курт расшифровал древнюю плиту. Курт вновь стал Ящером, отчего Человеку-пауку и Человеку-факелу пришлось объединить усилия, чтобы спасти Марту и Билли, которые счастливо воссоединились с вылеченным Куртом. Хотя Курт снова и снова продолжал превращаться в Ящера, Марта не ушла от своего мужа.  
Некоторое время спустя, Курт упомянул, что Марта заболела раком и умерла из-за осложнений после операции. 
В преддверии сюжетной линии Dead No More: The Clone Conspiracy Шакал создал клонов Марты и Билли, который также погиб ранее, чтобы убедить Курта работать на него. Марта начала работать в New U Technologies. Когда New U Technologies загорелась в результате развернувшегося сражения, Курт увёл с собой Марту и Билли, утверждая, что он в состоянии вылечить их вирус разложения. Он ввёл Марте и Билли формулу Ящера, которая стабилизировала их состояния, но в то же время превратила в антропоморфных ящериц.  
Марта и её семья продолжили мирно жить в канализации, время от времени получая дружеские визиты от Питера Паркера и Мэри Джейн Уотсон, хотя Билли желал жить нормальной жизнью и открыто выражал своё недовольство в разговоре с  Куртом.

## Альтернативные версии

### Ultimate Marvel
Во вселенной Ultimate Marvel её зовут Дорис Коннорс. Она давно развелась со своим мужем из-за его экспериментов. Однажды Дорис получила письмо от мужа, где тот объяснился в своих действиях. 

## Вне комиксов

### Телевидение
- Марта появляется в мультсериале «Человек-паук» 1967 года, где её озвучила Пег Диксон[11]. В этом мультсериале её называют миссис Коннер.
- В мультсериале «Человек-паук» 1994 года Маргарет Коннорс озвучила Жизель Лорен[12]. В 1 сезоне, превратившийся в Ящера Курт просит свою жену активировать генетический преобразователь, с помощью которого надеется исцелить всех инвалидов и калек, превратив их в таких же как он гуманоидных ящериц. Человек-паук спасает Маргарет и возвращает Курту прежнее состояние, в результате чего семья Коннорсов воссоединяется. Во 2 сезоне Маргарет была похищена Седовласым, чтобы принудить Курту к сотрудничеству. В 4 сезоне, Маргарет объединяется с Деброй Уитман и Мэри Джейн Уотсон, чтобы спасти Человека-паука от Ящера, а также вернуть последнего в человеческое обличье.
- Марта Коннорс появляется в мультсериале «Новые приключения Человека-паука» 2008 года, озвученная Кэт Суси[13][14]. Здесь она является генетиком, как и её муж, и изначально тепло принимает Питера Паркера и Гвен Стейси, которых Коннорс нанял для стажировки. Когда Питер продаёт Daily Bugle фотографию Человека-паука, сражающегося с Ящером в эпизоде «Естественный отбор», Марта перестаёт доверять молодому человеку и увольняет его. В эпизоде «Чертежи» Норман Озборн узнаёт, что произошло между Питером и Мартой и просит её вернуть Паркера на работу. В серии «Занавес» Марте и её семье приходится переехать во Флориду после того, как Майлз Уоррен начал шантажировать Курта, угрожая рассказать совету по образованию о его экспериментов с ящерицами, если Курт раскроет причастность Уоррена к сообществу суперзлодеев.

### Кино
Марта Коннорс в исполнении Энни Пэррис должна была появиться в фильме «Новый Человек-паук» 2014 года, но сцены с её участием были вырезаны из финальной версии. 